# Samsung Galaxy Tab S7
Samsung Galaxy Tab S7 và Galaxy Tab S7 + là máy tính bảng chạy hệ điều hành Android do Samsung Electronics thiết kế, phát triển và tiếp thị. Các máy tính bảng này được công bố vào ngày 5 tháng 8 năm 2020 trong sự kiện Unpacked ảo của Samsung.

## Thiết kế
Galaxy Tab S7 và Tab S7 + vẫn duy trì thiết kế tương tự như người tiền nhiệm của nó. Tuy nhiên, kích thước màn hình đã được mở rộng, với mô hình 11 inch thay thế cho 10,5 inch và mô hình 12,4 inch mới đã được giới thiệu. Máy tính bảng cũng có ba màu mới, Mystic Black, Mystic Silver và Mystic Bronze.

## Thông số kỹ thuật

### Phần cứng

#### Trưng bày
Galaxy Tab S7 có màn hình LCD 11 inch 2560 x 1600, trong khi Tab S7 + có màn hình OLED 12,4 inch 2800 x 1752 (bán trên thị trường là Super AMOLED). Cả hai màn hình đều cung cấp tốc độ làm tươi 120 Hz.

#### Chipset
Cả hai máy tính bảng đều có hệ thống Qualcomm Snapdragon 865+ trên chip. SoC dựa trên nút công nghệ xử lý 7 nm +. Máy tính bảng cũng có GPU Adreno 650.

#### Lưu trữ
Galaxy Tab S7 và Tab S7 + có sẵn trong các tùy chọn 128, 256 và 512 GB và có thể mở rộng lên đến 1 TB. Dung lượng RAM cơ bản là 6 GB và có thể nâng cấp lên 8 GB.

#### Pin
Galaxy Tab S7 và Tab S7 + đều sử dụng pin Li-Ion không thể tháo rời, được đánh giá lần lượt là 8.000 mAh và 10.090 mAh. Nó cũng có khả năng sạc nhanh 45W.

#### Kết nối
Cả hai máy tính bảng đều có kết nối tiêu chuẩn 5G, mặc dù một số khu vực có thể chỉ có các biến thể LTE hoặc chỉ dưới 6 GHz. Ngoài ra còn có một biến thể chỉ Wi-Fi.

#### Máy ảnh
Cả hai máy tính bảng đều có cụm camera kép phía sau. Ống kính góc rộng là máy ảnh 26mm 13 MP với khẩu độ ƒ / 2.0, trong khi ống kính siêu rộng là 12mm 5 MP với khẩu độ ƒ / 2.2.

#### S-Pen
Tương tự như Samsung Galaxy Note 20, Galaxy Tab S7 và S7 + có độ trễ tốt hơn ở mức 9ms. Nó cũng có được các cử chỉ Air mới.

### Phần mềm
Galaxy Tab S7 và S7 + xuất xưởng với Android 10 với One UI 2. Nó cũng hỗ trợ Samsung DeX.

## Vấn đề ưu đãi đặt hàng trước

### Ấn Độ

#### Galaxy Tab S7 +
Tại Ấn Độ, giá Đặt hàng trước của công ty Galaxy Tab S7 + cao hơn 5000 INR so với giá ngày phát hành, dẫn đến việc người hâm mộ Samsung trả lại thiết bị sau khi đặt hàng và đặt hàng lại.